# 蓬萊駅
蓬萊駅（ほうらいえき）は、滋賀県大津市八屋戸大字道皆頭にある、西日本旅客鉄道（JR西日本）湖西線の駅である。駅番号はJR-B22。

## 歴史
- 1974年（昭和49年）7月20日：日本国有鉄道湖西線の開通と同時に開業[2]。旅客のみを取り扱う駅員無配置駅[3]。
- 1987年（昭和62年）4月1日：国鉄分割民営化により、西日本旅客鉄道の駅となる[4]。
- 2003年（平成15年）11月1日：ICカード「ICOCA」の利用が可能となる。
- 2016年（平成28年）3月26日：ダイヤ改正に伴い、緩行線電車の乗り入れが廃止される。
- 2018年（平成30年）3月17日：駅ナンバリングが導入され、使用を開始。
- 2025年（令和7年）
  - 8月31日：出札窓口の営業を終了（予定）[5]。
  - 9月1日：終日無人化（予定）[5]。

### 駅名の表記
「蓬萊」の字体については冒頭のとおりであるが、当駅以外の駅の運賃表や停車駅表で「蓬萊」の2文字とも、あるいは「蓬」の1文字だけが拡張新字体のままになっていることがあり、JR西日本社内でも徹底されていない。江若鉄道時代も同様で、乗車券などでは「蓬萊」の字体が拡張新字体になっていることもあった。

## 駅構造

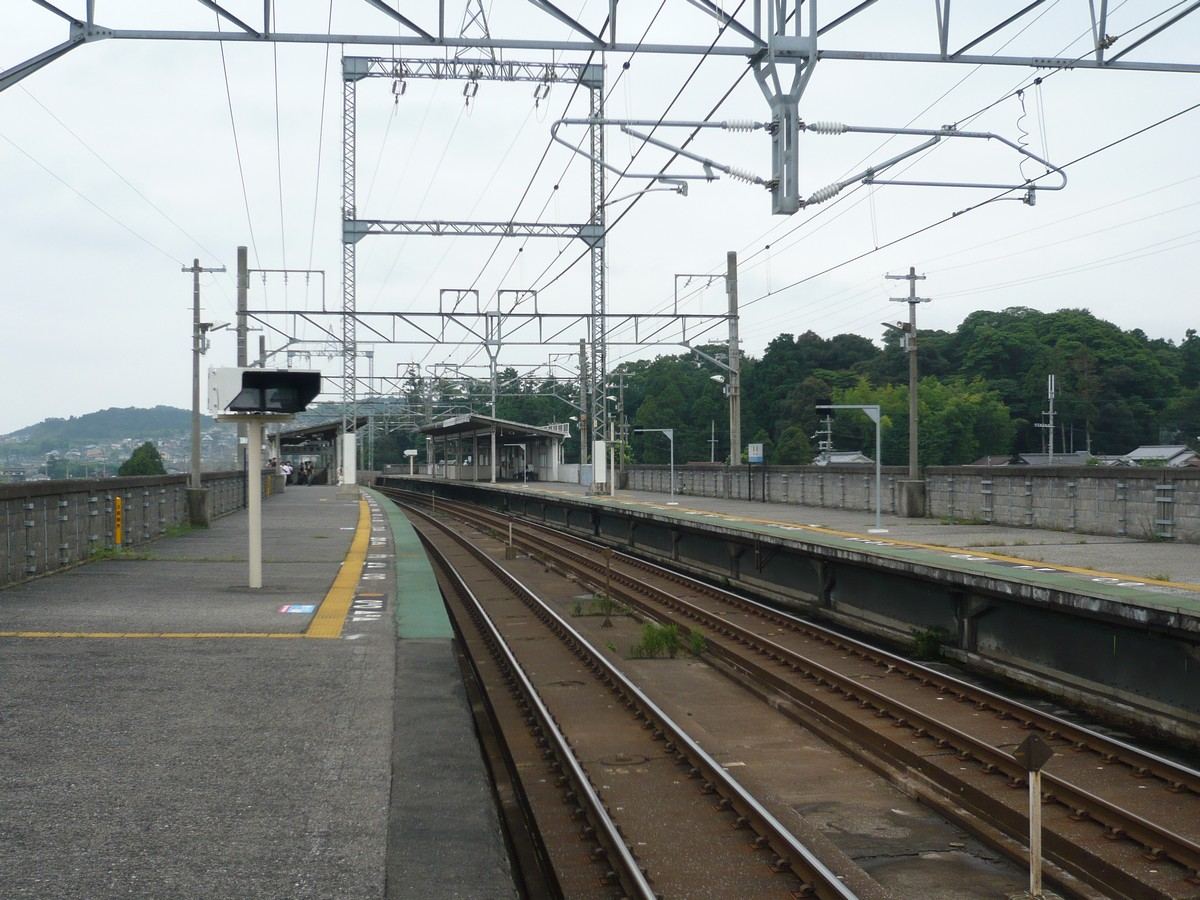
ホーム（2007年8月）

相対式ホーム2面2線を持つ高架駅になっている。分岐器や絶対信号機を持たないため、停留所に分類される。改札口は地上に1か所ある。簡易型自動改札機が設置されていて、のりこし精算機は設置されていない。トイレは改札口の外にある。
堅田駅が管理し、JR西日本交通サービスが駅業務を受託する業務委託駅であるが、朝と夕方以降は無人となる。ICOCA利用可能駅（相互利用可能ICカードはICOCAの項を参照）であり、改札内側にICOCA簡易入金機が設置されている。
なお国鉄時代は終日無人駅で、駅構内ひとつ目の階段を昇った踊り場突き当たり付近に「連絡票」と書かれた乗車駅証明書が鈴なりにぶら下げてあり、乗車券を所持していない旅客は連絡票を一枚ちぎって車内で車掌よりきっぷを購入していた。

### のりば
| のりば | 路線   | 方向 | 行先               |
| ------ | ------ | ---- | ------------------ |
| 1      | 湖西線 | 下り | 近江今津・敦賀方面 |
| 2      | 湖西線 | 上り | 堅田・京都方面     |

## 利用状況
JR西日本の移動等円滑化取組報告書によれば、2023年度の1日当たりの利用者数は1,692人。「滋賀県統計書」によると、1日平均の乗車人員は以下の通りである。
| 年度   | 1日平均 乗車人員 | 出典        |
| ------ | ---------------- | ----------- |
| 1992年 | 1,222            | [ 統計 2 ]  |
| 1993年 | 1,224            | [ 統計 3 ]  |
| 1994年 | 1,195            | [ 統計 4 ]  |
| 1995年 | 1,230            | [ 統計 5 ]  |
| 1996年 | 1,226            | [ 統計 6 ]  |
| 1997年 | 1,295            | [ 統計 7 ]  |
| 1998年 | 1,334            | [ 統計 8 ]  |
| 1999年 | 1,392            | [ 統計 9 ]  |
| 2000年 | 1,276            | [ 統計 10 ] |
| 2001年 | 1,305            | [ 統計 11 ] |
| 2002年 | 1,196            | [ 統計 12 ] |
| 2003年 | 1,391            | [ 統計 13 ] |
| 2004年 | 1,231            | [ 統計 14 ] |
| 2005年 | 1,182            | [ 統計 15 ] |
| 2006年 | 1,109            | [ 統計 16 ] |
| 2007年 | 1,104            | [ 統計 17 ] |
| 2008年 | 1,074            | [ 統計 18 ] |
| 2009年 | 1,065            | [ 統計 19 ] |
| 2010年 | 1,048            | [ 統計 20 ] |
| 2011年 | 1,057            | [ 統計 21 ] |
| 2012年 | 1,040            | [ 統計 22 ] |
| 2013年 | 1,093            | [ 統計 23 ] |
| 2014年 | 982              | [ 統計 24 ] |
| 2015年 | 1,008            | [ 統計 25 ] |
| 2016年 | 998              | [ 統計 26 ] |
| 2017年 | 1,001            | [ 統計 27 ] |
| 2018年 | 990              | [ 統計 28 ] |
| 2019年 | 1,029            | [ 統計 29 ] |
| 2020年 | 1,006            | [ 統計 30 ] |
| 2021年 | 888              | [ 統計 31 ] |
| 2022年 | 872              | [ 統計 32 ] |

## 駅周辺
付近は田畑が広がる。駅西側を滋賀県道558号高島大津線が通り、民家が点在する。蓬萊駅前交差点から西へ進むと大津市立志賀中学校に至る。中学校付近には寺や神社があり、民家が多くなる。琵琶湖は駅東側にあり、それに沿って滋賀県道321号荒川蓬萊線が通る。
- 大津市立志賀中学校
- 光明寺
- 八所神社
- 若宮神社
- 蓬萊浜水泳場
- BSCウォータースポーツセンター[7]
- 滋賀県道558号高島大津線
- 滋賀県道321号荒川蓬萊線
- 滋賀県道601号守山大津志賀自転車道線 - 当駅付近は滋賀県道558号線・滋賀県道321号線と重複するが、和邇方面は湖西線に沿って並行する。

## 隣の駅
西日本旅客鉄道（JR西日本）
 湖西線
■新快速・■快速
通過
■普通
志賀駅 (JR-B21) - 蓬萊駅 (JR-B22) - 和邇駅 (JR-B23)

### 記事本文
1. 1 2  『週刊 JR全駅・全車両基地』 02号 大阪駅・神戸駅・鶴橋駅ほか77駅、朝日新聞出版〈週刊朝日百科〉、2012年8月12日、26頁。
2. ↑  「日本国有鉄道公示第90号」『官報』1974年7月5日。
3. ↑  「通報 ●湖西線山科・近江塩津間の開業について（旅客局）」『鉄道公報』日本国有鉄道総裁室文書課、1974年7月5日、3頁。
4. ↑  朝日新聞出版分冊百科編集部 編『週刊 歴史でめぐる鉄道全路線 国鉄・JR』 42号 阪和線・和歌山線・桜井線・湖西線・関西空港線、曽根悟 監修、朝日新聞出版〈週刊朝日百科〉、2010年5月16日、26頁。
5. 1 2  「蓬莱駅 | 駅情報：JRおでかけネット」西日本旅客鉄道。2025年7月11日時点のオリジナルよりアーカイブ。2025年7月11日閲覧。
6. 1 2  “蓬莱駅|時刻表”.   西日本旅客鉄道. 2022年9月16日閲覧。
7. ↑  “アクセス”.   BSCウォータースポーツセンター. 2023年10月13日閲覧。

### 利用状況
1. 1 2  “移動等円滑化取組報告書（鉄道駅）（令和5年度）”.   西日本旅客鉄道. 2025年3月15日閲覧。
2. ↑  平成4年滋賀県統計書
3. ↑  平成5年滋賀県統計書
4. ↑  平成6年滋賀県統計書
5. ↑  平成7年滋賀県統計書
6. ↑  平成8年滋賀県統計書
7. ↑  平成9年滋賀県統計書
8. ↑  平成10年滋賀県統計書
9. ↑  平成11年滋賀県統計書
10. ↑  平成12年滋賀県統計書
11. ↑  平成13年滋賀県統計書
12. ↑  平成14年滋賀県統計書
13. ↑  平成15年滋賀県統計書
14. ↑  平成16年滋賀県統計書
15. ↑  平成17年滋賀県統計書
16. ↑  平成18年滋賀県統計書
17. ↑  平成19年滋賀県統計書
18. ↑  平成20年滋賀県統計書
19. ↑  平成21年滋賀県統計書
20. ↑  平成22年滋賀県統計書
21. ↑  平成23年滋賀県統計書
22. ↑  平成24年滋賀県統計書
23. ↑  平成25年滋賀県統計書
24. ↑  平成26年滋賀県統計書
25. ↑  平成27年滋賀県統計書
26. ↑  平成28年滋賀県統計書
27. ↑  平成29年滋賀県統計書
28. ↑  平成30年滋賀県統計書 (PDF)
29. ↑  令和元年滋賀県統計書 (PDF)
30. ↑  令和2年滋賀県統計書 (PDF)
31. ↑  令和3年滋賀県統計書 (PDF)
32. ↑  令和4年滋賀県統計書 (PDF)